# Heronidrilus clayi
Heronidrilus clayi är en ringmaskart som beskrevs av Erséus 1993. Heronidrilus clayi ingår i släktet Heronidrilus och familjen glattmaskar. Inga underarter finns listade i Catalogue of Life.